# Adenophora
Adenophora är ett släkte av tvåvingar. Adenophora ingår i familjen puckelflugor.
Kladogram enligt Catalogue of Life:
| Adenophora | \| \| Adenophora abapodemae \| \| \| \| \| \| Adenophora pulchella \| \| \| \| |
|            | \| \| Adenophora abapodemae \| \| \| \| \| \| Adenophora pulchella \| \| \| \| |
|            | Adenophora abapodemae                                                          |
|            |                                                                                |
|            | Adenophora pulchella                                                           |
|            |                                                                                |